# Banchus turcator
Banchus turcator là một loài tò vò trong họ Ichneumonidae.